# Bella (peuple)
Pour les articles homonymes, voir Bella.
Les Bellas sont des ethnies au Mali (Bella ou Bela en songhaï, Bouzou en haoussa, Iklan ou Ihatan en tamasheq) sont un groupe ethnique ou une caste issu du statut servile dans la société touareg.

## Histoire
Affranchis depuis l'époque coloniale, les Bellas sont parfois encore victimes d'esclavage au Mali et au Niger, sans qu'il existe de statistiques à ce sujet.
Les Iklan jouissent pour leur grande majorité d'une large autonomie.

## Critique
Selon Edmond Bernus, géographe et spécialiste des Touaregs, les notions de castes et d'ethnies ne sont que des catégories ethnologiques imparfaites pour décrire cette population et il est difficile de leur attribuer de façon nette l'une des deux définitions.

Personnes du peuple Bella en 1969. Tropenmuseum.
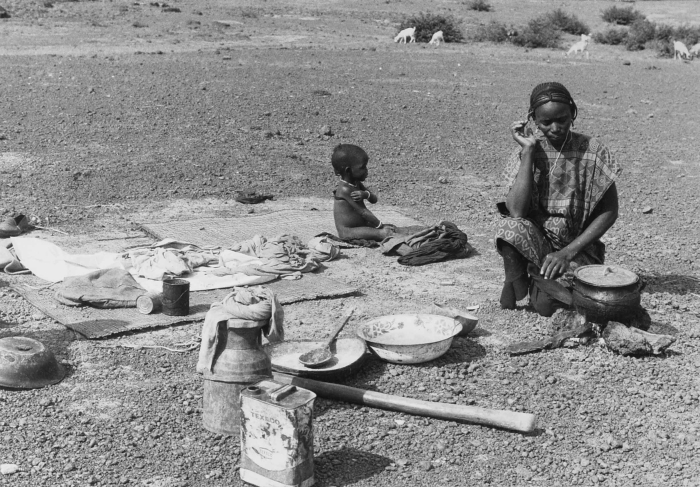
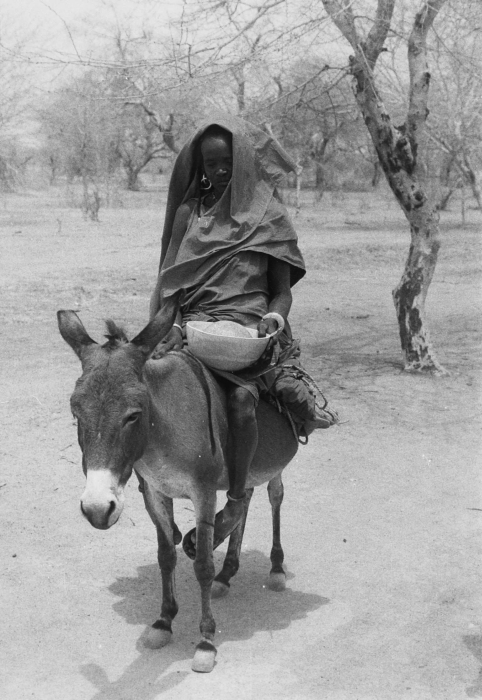
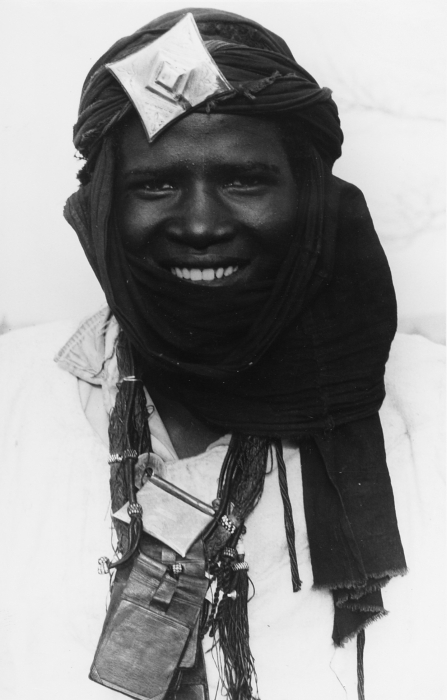
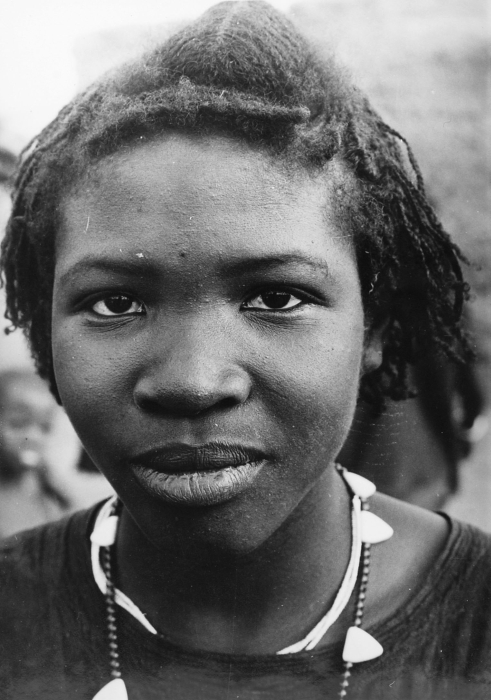
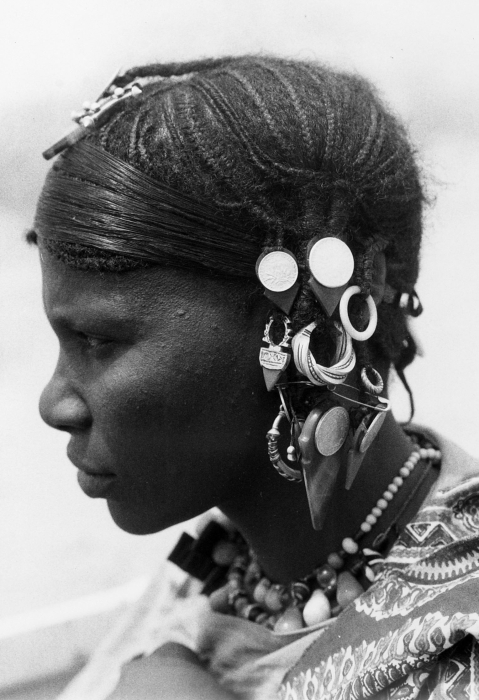